# Myddle
Myddle är en by i civil parish Myddle, Broughton and Harmer Hill, i distriktet Shropshire, i grevskapet Shropshire, i England. Byn är belägen 11 km från Shrewsbury. Myddle var en civil parish fram till 1988 när blev den en del av Myddle & Broughton och Wem Rural. Civil parish hade 745 invånare år 1961. Byn nämndes i Domedagsboken (Domesday Book) år 1086, och kallades då Mulleht.